# GNU General Public License

Logotyp.

GNU General Public License, vanligtvis förkortat till GNU GPL eller GPL, är en upphovsrättslicens för fri programvara som ursprungligen skrevs av Richard Stallman. Den är baserad på fyra friheter, och notera att eftersom datorer använder numrering som börjar med 0, numreras även dessa friheter på detta vis:
- Frihet 0: Friheten att använda programvaran i valfritt syfte.
- Frihet 1: Friheten att undersöka programmet för att förstå hur det fungerar och använda dessa kunskaper i egna syften.
- Frihet 2: Friheten att fritt få vidaredistribuera kopior för att hjälpa andra.
- Frihet 3: Friheten att förbättra programmet, anpassa det till egna krav och distribuera förbättringarna så att andra kan dra nytta av modifieringarna.

Tillgång till källkoden för programmet är en förutsättning för att kunna uppfylla ovanstående friheter. Till skillnad från BSD-licensen kräver GPL att källkoden görs tillgänglig för mottagarna, ifall upphovsmannen (till en modifikation) väljer att distribuera programmet. Därmed går det inte att göra fria program under GPL ofria. 
Modifikationer för eget bruk behöver inte göras tillgängliga för andra, inte heller behöver modifierad källkod offentliggöras för att man distribuerar modifierade varianter. Däremot måste den som får programmet ha rätt till källkod för denna version och rätt att fritt distribuera den.
Då mjukvaran körs på en server tillgänglig för kunder distribueras inte mjukvaran och därför behöver inte heller källkoden göras tillgänglig. Detta kan uppfattas som ett hål i licensmodellen för GNU GPL. För att täppa hålet publicerade man 2002 den alternativa licensen AGPL, som dock inte alls är lika spridd.
Licensen formulerades av Richard Stallman som ett led i skapandet av GNU-projektet. GPL skyddas av upphovsrätten genom copyleft.

## Versioner
GPL har reviderats med tiden och är numera uppe i version 3. Free Software Foundation (FSF) rekommenderar en formulering om att den som fått verket skall kunna använda också senare versioner av licensen. En väsentlig del av GPL-programvaran är till följd av detta licenserad med GPL version 2 eller senare (version 1 hann aldrig bli särskilt populär och FSF har uppdaterat licensen till sin egen programvara).

### GPLv1
Första versionen släpptes i januari 1989 .

### GPLv2
Andra versionen släpptes i juni 1991. Bland annat Linux är licenserad under denna version.

### GPLv3
Tredje versionen blev offentlig den 27 juni 2007.
Den nya licensen anger explicit att programvaran inte skall anses vara en effektiv teknisk åtgärd som enligt olika upphovsrättslagar inte får brytas (se till exempel DMCA och DRM). Mjukvara under denna version av licensen skall då den levereras installerad i en apparat (digibox, mobiltelefon e.d.) åtföljas av instruktioner om hur en modifierad version kan installeras. Installation av modifierade versioner får vara omöjlig (till exempel då programvaran finns på en ROM-krets ingjuten i produkten), men om programvaran kan uppdateras så skall konsumenten också kunna installera en egen modifierad version. Det finns även restriktioner inom patenträtt inskrivna, som inte finns i version 2. GPLv3 har också en skild formulering som gör det möjligt att kombinera den med programvara licenserad enligt Affero-licensen.